# Oum El Djalil
Oum El Djalil (em árabe: ام الجليل) é uma comuna localizada na província de Médéa, Argélia. De acordo com o censo de 2008, a população total da cidade era de 3 625 habitantes.